# 成田自動車教習所
株式会社成田自動車教習所（なりたじどうしゃきょうしゅうじょ）は、千葉県成田市にある千葉県公安委員会指定の自動車教習所を運営していた企業。

## 概要
- 1963年2月20日 - 創立。
- 2022年10月1日 - 京成ドライビングスクールと合併、教習所は京成ドライビングスクール成田に改称。
- 京成グループ、千葉交通傘下企業。

### 所在地
- 千葉県成田市並木町漆台198

### 教習車種
- 大型自動車
- 大型特殊自動車
- 中型自動車
- 準中型自動車
- 普通自動車 (MT,AT)
- 大型自動二輪車 (MT,AT)
- 普通自動二輪車 (MT,AT,小型MT,小型AT)
- 普通自動車第二種（MT,AT）

## アクセス
- 国道409号線沿い
- 成田駅、公津の杜駅、成田ニュータウン方面、宗吾、酒々井町、酒々井駅、富里市七栄方面から無料送迎バス有り。

## その他
教習車は
- 普通自動車 (MT,AT)- トヨタ・カローラアクシオ
- 準中型自動車 - いすゞ・エルフ
- 中型自動車 - いすゞ・フォワード
- 大型自動車 - 三菱ふそう・スーパーグレート
- 大型特殊自動車 - コマツ・WA100ホイールローダー
- 普通自動二輪車（小型限定） - HONDA CB125T (MT)、スズキ アドレスV125 (AT)
- 普通自動二輪車 - HONDA CB400SF (MT)、スズキ スカイウェイブ400 (AT)
- 大型自動二輪車 - HONDA CB750 (MT)、スズキ スカイウェイブ650 (AT) となっている。

- 千葉交通の2台のノンステップ路線バスに成田自動車教習所のラッピング広告バスがある。